# 普季利夫卡 (大米海利夫卡區)
47°7′46″N 29°58′0″E / 47.12944°N 29.96667°E
普季利夫卡（烏克蘭語：Путилівка）是位於烏克蘭西南部的村莊，由敖德萨州羅茲季利納區的新博里西夫卡市鎮負責管轄。該村始建於1890年，面積0.14平方公里，海拔高度160米，2001年人口85，人口密度每平方公里620.44人。